# Janosuke Vatanabe
Janosuke Vatanabe (japonsko 渡邊 彌之助), japonski nogometaš.
Za japonsko reprezentanco je odigral dve uradni tekmi.